# Ambasciata d'Italia a Kiev
L'Ambasciata d'Italia a Kiev è la missione diplomatica della Repubblica Italiana in Ucraina.
La sede dell'ambasciata si trova a Kiev in Vulitsa Yaroslaviv Val, 32-B.

## Rapporti diplomatici
L'Italia ha riconusciuto l'indipendenza dell'Ucraina il 28 dicembre 1991 e le relazioni diplomatiche sono state avviate dal 29 gennaio 1992. L'ambasciata è stata aperta nel 1993 contemporaneamente a quella ucraina a Roma.

## Ambasciatori
1. Vittorio Claudio Surdo (1992-1996)[2]
2. Gian Luca Bertinetto (1996-2000)[3]
3. Jolanda Brunetti Goetz (2000-2004)[4]
4. Fabio Fabbri (2004-2007)[5][6]
5. Pietro Giovanni Donnici (2007-2012)[7]
6. Fabrizio Romano (2012-2016)[8]
7. Davide La Cecilia (2016-2021)[9]
8. Pier Francesco Zazo (2021-2024)[10]
9. Carlo Formosa (dal 1º luglio 2024)